# Sekreční komponenta

Schéma dimeru imunoglobulinu A: H-řetězec (modrý), L-řetězec (červený), J-řetězec (purpurový) a sekreční komponentu (žlutá).

Sekreční komponenta je součást slizničního imunoglobulinu A (IgA). Jedná se o fragment transportního receptoru, který přepravuje IgA na sliznice. Sekreční komponenta se obtáčí kolem dvou jednotek IgA spojených proteinovým fragmentem řetězce J. Molekuly IgA přitom směřují konstantními doménami k sobě a variabilní domény od sebe. Sekreční komponenta je glykoprotein výjimečně bohatý na sacharidy a jeho hmotnost je přibližně 80 kDa. S molekulou IgA ji pojí disulfidická vazba.
Molekuly sekreční IgA vznikají činností B lymfocytů v lamina propria ve formě dimerů spojených J řetězcem. Poté je sekreční IgA transportována skrze epiteliální buňky do střevní lumenu pomocí IgA specifického polymerního imunoglobulinového receptoru (pIgR) ze skupiny Fc receptorů. Tento receptor produkují epiteliální buňky na svém bazolaterálním povrchu. Membránová forma pIgR je tvořena glykoproteinem s 5 extracelulárními doménami, které jsou homologní k imunoglobulinovým doménám. Dimer sekrečního IgA s J řetězcem se naváže na pIgR a vzniklý komplex je endocytován dovnitř epiteliální buňky a aktivně transportován ve vezikulu na povrchu buňky směřující do střevního lumenu. Skrze buňky se tedy dostává transcytózou. V prostředí střevní lumen je pIgR proteolyticky rozštěpen. Jeho cytoplazmatické a transmembránové domény zůstávají součástí epiteliální buňky. Extracelulární domény s navázaným dimerem IgA jsou uvolněny do střevního lumenu. Právě tato část pIgR, která zůstává navázána na dimer IgA, se nazývá sekreční komponenta . Tímto způsobem je IgA se sekreční komponentou transportovány také do žluči, mateřského mléka, hlenu, slin a potu.Stejným způsobem dokáže pIgR transportovat do střeva také imunoglobulin M. Molekula sekrečního IgM stejně jako sekrečního IgA obsahuje sekreční komponentu a J řetězec .
V případě, že se na pIgR nenaváže IgA ani IgM dochází ke stejnému procesu a výsledkem je odštěpení volné sekreční komponenty. V této podobě se vyskytuje přibližně 50 % vyprodukované sekreční komponenty. Právě proto je důležitá vysoká exprese pIgR .
Jednou z identifikovaných funkcí sekrečních komponenty je ochrana protilátek třídy IgA před degradací žaludečními kyselinami a enzymy trávicího systému. Tato vlastnost je obzvláště důležitá při přenosu složek imunitního systému během kojení. Funkcí sekreční komponenty je také inhibice adheze některých gramnegativních bakterií na střevní epitel a neutralizace některých bakteriální toxinů.